# Plauer Torturm

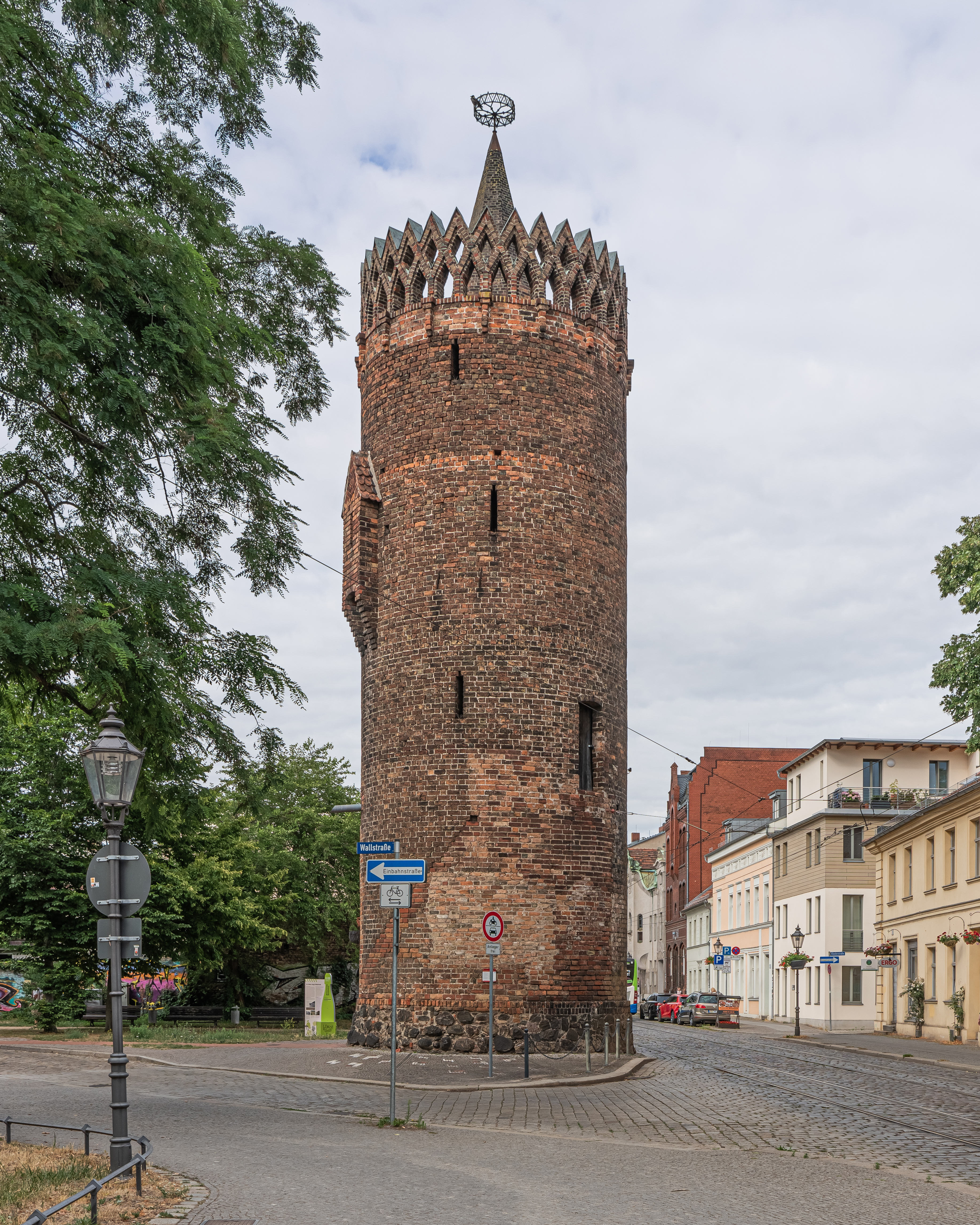
Plauer Torturm

Der Plauer oder Luckenberger Torturm ist ein Turm der Altstädter Stadtmauer in Brandenburg an der Havel. Er gehört zu den ehemals acht, heute noch vier verbliebenen Tortürmen der beiden Städte Brandenburg und ist ein Teil der mittelalterlichen Wehranlage, die insgesamt zehn Tore umfasste.

## Name
Das Plauer oder Luckenberger Tor beschützte die Ausfallstraße nach Westen der Altstadt Brandenburg an der Havel. Es ist benannt nach dem etwa 500 m vor dem Tor gelegenen ehemaligen Dorf Luckenberg, das sich mutmaßlich zwischen der Nikolaikirche und dem nördlichen Ufer der Havel befand.
Der heute gebräuchlichere Name, der auch enger mit der am Torturm südlich vorbeiziehenden Plauer Straße korrespondiert, ist Plauer Torturm. Er weist darauf hin, dass die westliche Ausfallstraße der Altstadt in Richtung Magdeburg nach dem Fischerstädtchen Plaue führt.

## Gestalt
Der Plauer oder Luckenberger Torturm hat die Gestalt eines etwa 17 m hohen Zylinders (bis zum heutigen Zinnenkranz), der im sechzehnten Jahrhundert von einem Fachwerküberbau bedeckt wurde. Dieser Fachwerkaufsatz ist nicht mehr vorhanden. Zur Tausendjahrfeier der Stadt Brandenburg an der Havel wurde dem Plauer oder Luckenberger Torturm ein Zinnenkranz und ein spitzkegeliges Dach überbaut.
Der Fuß des aus märkischem Ziegelstein erbauten Turmes besteht aus einem etwa 1,20 Meter hohen Feldsteinfundament über Grund.
Im Gegensatz zum anderen der Altstadt Brandenburg verbliebenen Torturm, dem Rathenower Torturm, zeigt sich der Plauer oder Luckenberger Torturm sehr schlicht und schmucklos. Nach Nordwesten zu befindet sich etwas über der halben Höhe des Turmes ein hervorspringender Erker mit nach unten offenem Auslass, welcher der einstigen Turmbesatzung als Abtritt diente. Zur Plauer Straße hin ist ein Durchlass auf das ehemalige Tor vorhanden, von dem aus der Turm erreichbar war.
Das Plauer oder Luckenberger Tor entließ den südwestlichen Mauerring der Altstadt in Richtung Havel, Salzhofufer und Neuem Tor der Altstadt, das den Übergang der Langen Brücke zur Neustadt bewachte.
Nach Nordwesten hin folgte nach etwa 150 m ein Wehrturm, der den Mauerring gegen den Marien- oder Harlungerberg hin verstärkte. Etwa 200 m weiter folgt das Rathenower Tor, das den nordwestlichen Ausfallweg in Richtung Fohrde, Pritzerbe und Rathenow schützte.

## Entstehungsgeschichte
Über das Entstehungsjahr dieses Turmes ist nichts überliefert. Es ist anzunehmen, dass der Plauer oder Luckenberger Torturm mit der Entstehung der steinernen Stadtmauer und der vorgelagerten Doppelwallanlage bereits integraler Bestandteil des Wehrsystems war. Auch wenn die wenigen spätmittelalterlichen Darstellungen, die den Turm zeigen, keine ausgeprägte Doppeltoranlage zeigen, lässt sich begründet vermuten, dass es sich beim Plauer oder Luckenberger Tor um eine gut befestigte Anlage gehandelt hat.

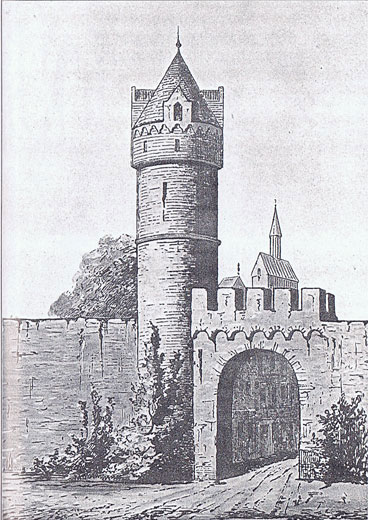
Der Plauer oder Luckenberger Torturm und Tor nach einer alten Zeichnung aus dem Jahre 1560, im Hintergrund der Turm von St. Gotthardt

## Besonderheiten
Im Jahre 1403 unternahm Johann von Quitzow mit seinen Reisigen einen Angriff auf die Altstadt, wobei er die Deckung durch die damals als Ruine auf freiem Felde stehende Nikolaikirche suchte. Die Angriffspläne wurden jedoch dem Rat der Altstadt hinterbracht und der Raubritter seinerseits mit einem militärischen Ausfall der Altstädter Bürgerwehr überrascht und in die Flucht geschlagen.
Der Plauer oder Luckenberger Torturm war bis Ende Mai des Jahres 1945 in die nördliche Bebauung der Plauer Straße dergestalt integriert, dass ein mächtiger Konsolstein an seinem nordöstlichen Sektor ein aufliegendes Fachwerkhaus aufnahm, das allerdings bei einer fahrlässigen Brandstiftung durch sowjetische Soldaten mit der gesamten nördlichen Straßenzeile bis zur Gasse Der Huck unterging. Ein Durchgang führte unter dem Fachwerkhaus hindurch.
Heute ist durch einen roten Ziegelstreifen der Verlauf des an den Turm anschließenden nordwestlichen Mauerrings gekennzeichnet, während der südwestliche Mauerring bis zum Gelände des ehemaligen Franziskanerklosters St. Johannis noch intakt ist.
In mehreren Nischen, die einst für die Aufnahme von Gerüstbalken in den Turm eingelassen waren, befinden sich heute Ton-Skulpturen von verschiedenen Tieren (von Nordost nach Nordwest: Ratte, Schlange, Kuh, Schwein, Kamel, Ziege, Esel, Wolf). Sie wurden von dem 2012 verstorbenen Brandenburger Künstler Horst Wall geschaffen.
Der Turm ist gegenwärtig nicht begehbar. Auch zum Brandenburger Türmetag, bei dem die drei anderen verbleibenden Tortürme Brandenburgs an der Havel (Rathenower Torturm der Altstadt, Neustädtischer Mühlentorturm und Steintorturm der Neustadt) von Besuchern begangen werden können, muss der Plauer Torturm geschlossen bleiben, da eine gefahrlose Begehung aus bautechnischen Gründen und Sicherheitsaspekten her nicht gewährleistet werden kann.

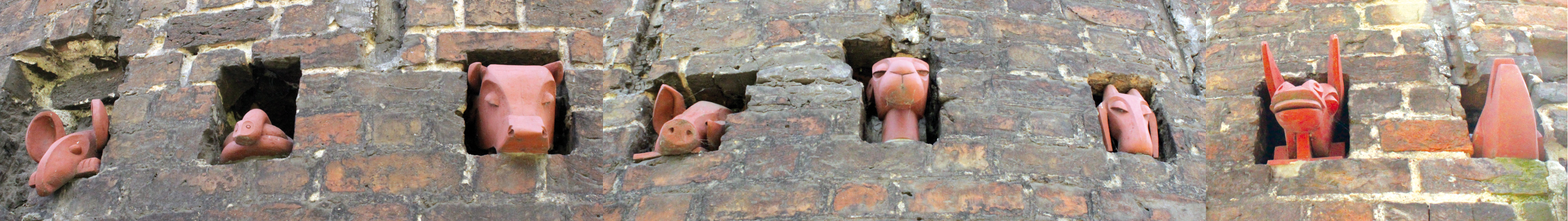
Tierfiguren des Brandenburger Künstlers Horst Wall im Plauer oder Luckenberger Torturm